# 퓐스주
푄스 주(덴마크어: Fyns Amt)는 덴마크의 주이다. 2007년 1월 남덴마크 지역으로 흡수, 통합되었다.

## 행정 구역 (1970-2006)
- 아센스 시 (Assens Kommune)
- 보겐세 시 (Bogense Kommune)
- 보로뷔 시 (Broby Kommune)
- 에게비에르 시 (Egebjerg Kommune)
- 에이뷔 시 (Ejby Kommune)
- 포보르 시 (Faaborg Kommune)
- 글람스비에르 시 (Glamsbjerg Kommune)
- 구드메 시 (Gudme Kommune)
- 호로뷔 시 (Haarby Kommune)
- 케르테미네 시 (Kerteminde Kommune)
- 랑에스코우 시 (Langeskov Kommune)
- 미델파르트 시 (Middelfart Kommune)
- 문케보 시 (Munkebo Kommune)
- 뉘보르 시 (Nyborg Kommune)
- 뇌레오뷔 시 (Nørre Aaby Kommune)
- 오덴세 시 (Odense Kommune)
- 오테루프 시 (Otterup Kommune)
- 링에 시 (Ringe Kommune)
- 루쾨빙 시 (Rudkøbing Kommune)
- 뤼슬링에 시 (Ryslinge Kommune)
- 스벤보르 시 (Svendborg Kommune)
- 쉴랑에란 시 (Sydlangeland Kommune)
- 쇠네르쇠 시 (Søndersø Kommune)
- 토메루프 시 (Tommerup Kommune)
- 트라네카르 시 (Tranekær Kommune)
- 울레르슬레우 시 (Ullerslev Kommune)
- 비센비에르 시 (Vissenbjerg Kommune)
- 외르베크 시 (Ørbæk Kommune)
- 에뢰 시 (Ærø Kommune)
- 오슬레우 시 (Årslev Kommune)
- 오루프 시(Aarup Kommune)